# Chrysolina hyperici
Chrysolina hyperici é uma espécie de artrópode pertencente à família Chrysomelidae.